# Бернаређо
Бернаређо (итал. Bernareggio) је насеље у Италији у округу Монца и Бријанца, региону Ломбардија.
Према процени из 2011. у насељу је живело 9061 становника. Насеље се налази на надморској висини од 234 м.

## Становништво
| 1931. | 1936. | 1951. | 1961. | 1971. | 1981. | 1991. | 2001. | 2011.  |
| ----- | ----- | ----- | ----- | ----- | ----- | ----- | ----- | ------ |
| 4.396 | 4.429 | 4.853 | 4.883 | 5.510 | 6.018 | 6.898 | 8.298 | 10.555 |

## Партнерски градови
- Вахтберг
- La Villedieu-du-Clain, canton of La Villedieu-du-Clain